# Калавайя

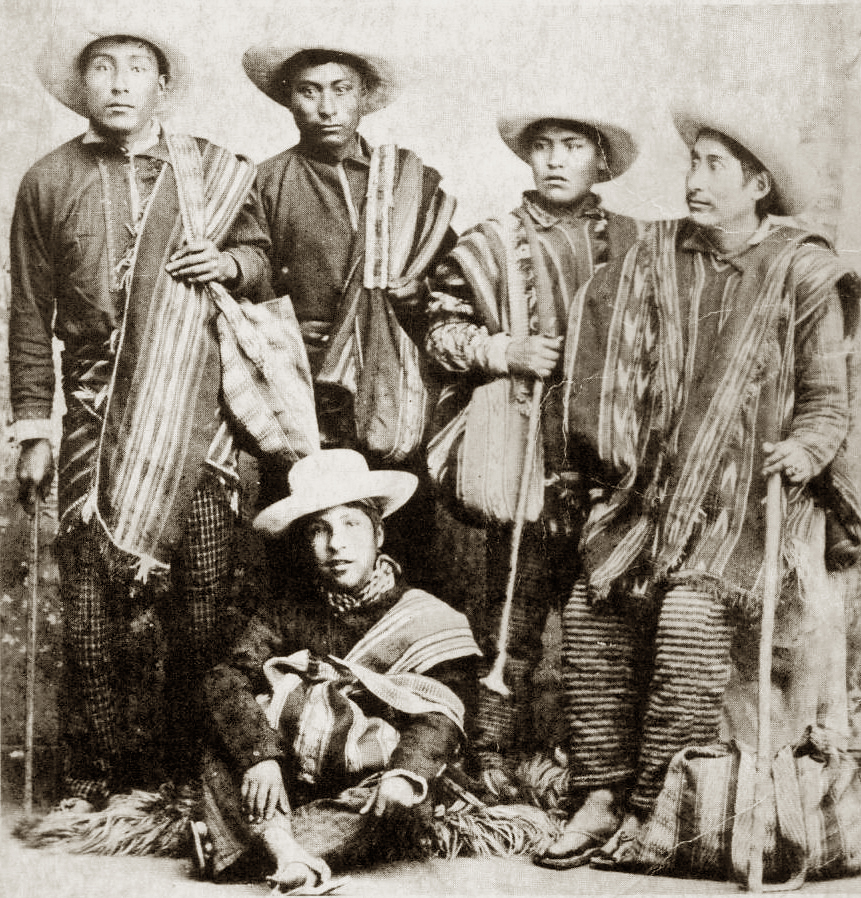
Калавайя в Панаме, 1900 год.

Калавайя (Kallawaya, другие известные названия — Callahuaya и Kolyawaya) — группы странствующих народных целителей — этнических индейцев, живущих в боливийских Андах. Говорят на разных языках: кечуа, аймара и испанском, а в своей лекарской практике используют тайный язык кальяуайя. Культура калавайя была исторически сосредоточена на изучении и практиковании традиционной медицины и странствиях в поисках лекарственных растений. Сами калавайя относятся к культуре Мольо и некоторыми исследователями называются прямыми потомками культуры Тиауанако. По данным ЮНЕСКО, истоки культуры калавайя можно проследить ещё от периода инков.
Центром культуры калавайя считается Чаразани, административный центр провинции Баутиста Сааведра, департамент Ла-Пас, Боливия. Они также проживают в окрестных городах Курва, Чаяуа, Канлауа, Хуата-Хуата, Инка и Шари, недалеко от озера Титикака. В 2003 году «космовидение» калавайя было внесено в список шедевров устного и нематериального наследия человечества, а в 2008 году вошло в список нематериального культурного наследия ЮНЕСКО.

## Происхождение
Происхождение калавайя до конца не изучено, при этом сами они считают себя потомками древней цивилизации Тиауанако.
По предположению Энрике Облитаса Поблете, боливийского специалиста по этноботанике, слово Калавайя может быть искажённым khalla-wayai («начало возлияния») или k’alla или k’alli wayai («вход в священстве»). С языка кечуа это слово также можно перевести как «возврат растений» или связать его с Polypodium pycnocarpum — растением семейства многоножковых. С языка аймара это слово можно перевести как Страна врачей.
О происхождении самих калавайя существует в настоящее время несколько гипотез. Археологические исследования показывают их связь с культурами Тиуанако и Мольо. Из летописей инков, в которых затрагивается тема медицины и религии, известно, что калавайя имели особый статус народных целителей и занимались транспортировкой лекарственных растений из одного места в другое, а также были ответственны за сбор экскрементов, которые использовались в традиционной медицине. Их автономная территория была значительно больше, чем область, в которой они в настоящее время обитают в регионе, — высокогорье в пределах от 1000 до 5000 метров над уровнем моря, что давало им доступ к целому ряду лекарственных растений и возможность связи с культурами как высокогорья, так и низин, что стало основой их странствующей медицины.

## Образ жизни
Калавайя населяют регион Чаразани на восточном склоне Анд, к северу от озера Титикака в провинции Баутиста Сааведра. Члены этой этнической группы занимаются сельским хозяйством и практикуют традиционную медицину. Калавайя используют в первую очередь фитотерапию, а медицинские знания в их среде передаются из поколения в поколение, от учителя к ученику. В своей медицинской практике они применяют также музыку и магические и колдовские обряды, амулеты и жертвоприношения (например, меса — высушенный плод ламы, шерсть ламы, кока, жир и кровь ламы и розовые лепестки цветов); многие из их практик исследователи относят к шаманизму.
Странствующие по Андам калавайя вступают в контакт с представителями различных языковых групп и сами говорят на различных языках, в том числе кечуа, аймара и испанском. Для обсуждений своих медицинских практик они разработали свой собственный тайный язык калавайя, основанный главным образом на мёртвом языке пукина. Этим языком пользуется около 100—200 человек, в связи с чем его относят к находящимся под угрозой исчезновения.
Известно, что калавайя были лекарями у правителей и представителей высших классов общества инков. Востребованность медицинского искусства калавайя была особенно велика в начале XX века, когда было признано, что они сумели излечить дочь президента Перу Аугусто Легии и Сальседо (1863—1932), которую западная медицина признала неизлечимо больной.

## Целительство

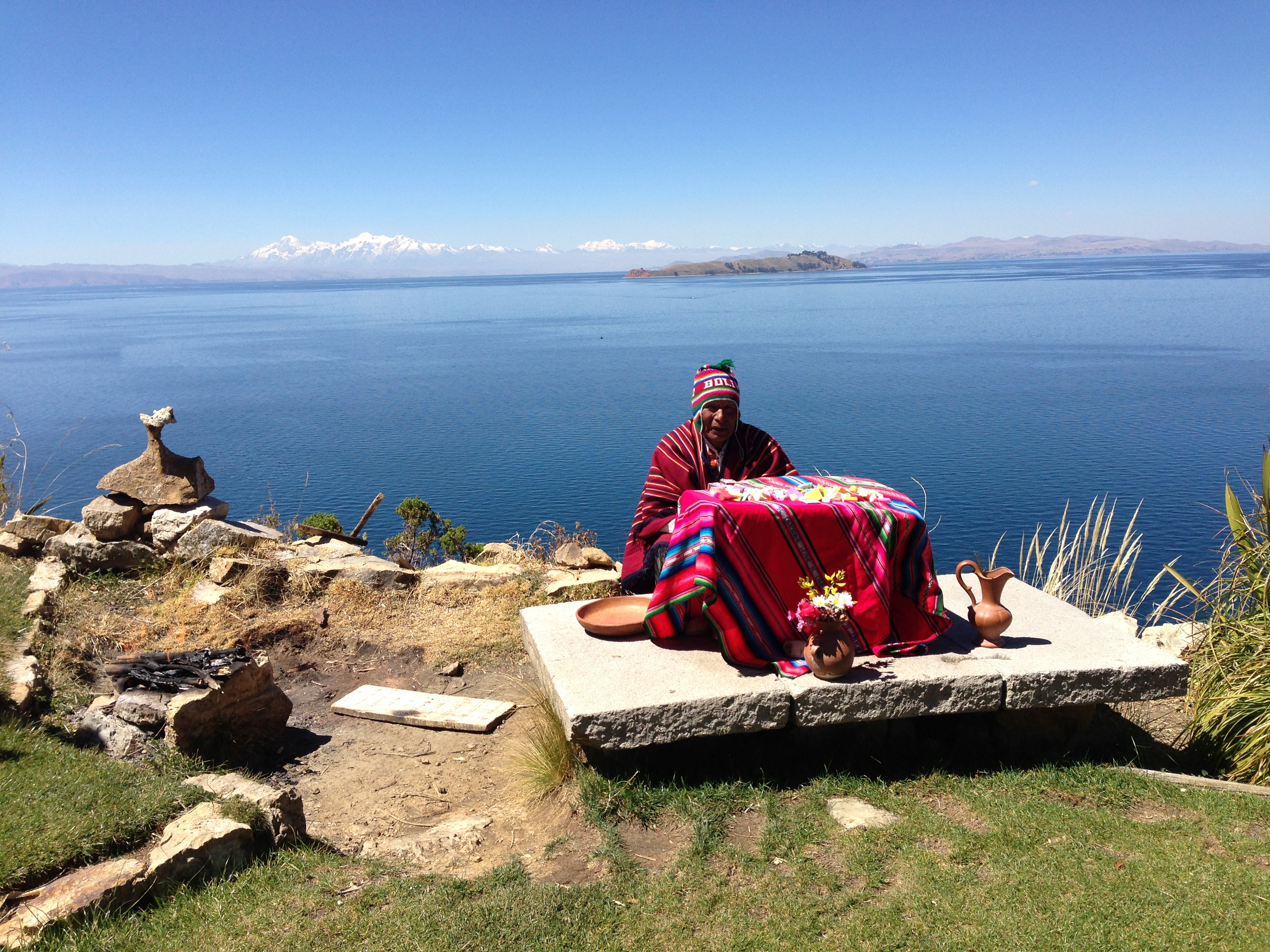
Обращение представителя калавайя к силам природы о помощи. Церемония на Острове Солнца, озеро Титикака

Калавайя как сообщество целителей рассматривают болезнь и здоровье как результат тесной связи между исполнением ритуалов и взаимодействием всех членов айлю (традиционных андских общин, основанных на родстве). Этот термин относится как к ныне живущим людям, так и к предкам, «сохранённым в природе». Объединение ритуальных практик с окружающей средой (природой, ландшафтом) играет важную роль в консолидации различных айлю с различными традициями и языками в рамках одной этнической группы.
Калавайя убеждены в существовании трёх жидкостей в человеческом теле, что делает их взгляды схожими с древнегреческой гуморальной теорией о существовании четырёх телесных жидкостей: крови, желчи, слизи (мокроты) и чёрной желчи, которые заполняют тело, и их соотношение влияют на здоровье и характер человека. Некоторые антропологи считают, что мировоззрение калавайя представляет собой адаптацию гуморальной теории, ставшей известной в Южной Америке с приходом европейских колонистов.
Калавайя рассматривают воздух как невидимую жидкость, которая отвечает за дыхание; жир отвечает за энергию и кровь — за жизненную силу. Калавайя считают, что кровь пускать недопустимо, поэтому в своих практиках не используют кровопускание. Они различают четыре типа крови: горячую, холодную, влажную и сухую. Горячая кровь, согласно их взглядам, течёт слишком быстро, холодная — слишком медленно, влажная слишком плотная, а сухая — слишком тонкая. Различные сочетания этих состояний приводят к различным заболеваниям. По калавайя, холодная и влажная кровь, смешиваясь, текут медленнее и не достигают мышц, и это состояние рассматривается ими как причина артрита. Горячая и сухая кровь не имеют достаточного количества жира и воздуха, что вызывает учащенное сердцебиение.
Отсутствие жира, по калавайя, является причиной болезни, причём жир якобы часто «вытягивается» из организма kharisiri — термином из языка калавайя, часто отождествляемым с богачами и работодателями, эксплуатирующими крестьян. Жир также вытягивали белые переселенцы и священники в колониальный период, и эта жидкость в числе прочего сильно расходовалась при создании церковных колоколов и господских домов.
Здоровым, по калавайя, является тот организм, в котором центростремительная и центробежная силы остаются в равновесии; слишком большое или слишком маленькое количество жидкости в организме приводит к болезни, а потеря слишком большого количества жидкости — к смерти.
Калавайя являются большими знатоками растений. В 70-х годах XX века самые опытные из них использовали в своих практиках 300—350 различных видов лекарственных растений, минералов и продуктов животного происхождения, а в конце 1980-х годов — от 180 до 300. Фармакопея калавайя включает порядка 980 видов и является одной из крупнейших в мире. Калавайя использовали экстракт хины для лечения малярии у рабочих на строительстве Панамского канала.
Знания калавайя не защищены в полной мере законом от посягательств фармацевтических компаний. В 2003 году система мировоззрения калавайя «космовидение» была объявлена шедевром устного и нематериального наследия человечества, а в 2008 году внесена в список нематериального культурного наследия ЮНЕСКО.
Калавайя известны как хранители научных знаний, в основном о фармацевтических свойствах овощей, животных и минералов. Калавайя занимаются лечением не только заболеваний, но и травм, а также психических болезней. Женщины калавайя часто бывают акушерками, лечат гинекологические заболевания и детей. Целители калавайя странствовали по северо-западной Боливии и частично по Аргентине, Чили, Эквадору, Панаме и Перу.
Часто они ходили пешком, используя дороги древних инков, через тропики, горные долины и горные плато в поисках лечебных трав. «Доколумбов путь» калавайя проходил на высоте 4500-5100 метров и был протяжённостью 80 км — от Аполобамы через Пасо-дель-Сунчили до Акамани, их священной горы. Другим путём была дорога Нино-Корини — из Курвы, их древней «столицы», до Чаразани, где располагаются геотермальные источники.
До выхода из дома, чтобы исцелять больных, калавайя исполняют церемониальные танцы. Танцы и ритуалы имеют название yatiri («целитель»). Во время танца они надевают llantucha suri, одежду, изготовленную из перьев страуса нанду и используемую в качестве защиты от злых духов, в то время как они идут к своим пациентам, неся khapchos («мужские сумки») с травами, смесями и талисманами. Группы музыкантов калавайя исполняют канту, играя на барабанах и флейтах во время ритуальных церемоний, чтобы установить контакт с миром духов, прежде чем целитель отправится к пациенту.

## Значение термина «космовидение»
По данным ЮНЕСКО, «космовидение» является частью культуры калавайя, представляющей собой упорядоченный набор мифов, ритуалов, ценностей и образцов художественного творчества. Оно признано не только в Боливии, но и во многих других странах Южной Америки, где монахи-врачи практикуют медицинские методы, основанные на системе ритуалов коренных народов Андского региона.
Оксфордский словарь определяет этот термин по отношению к народам Месоамерики как их специфический способ видения мира и понимания Вселенной.

## Современное состояние
К калавайя в настоящее время относят себя около 2000 человек, использующих в качестве средств народной медицины растения, продукты жизнедеятельности животных и человека, минералы, амулеты.
В дополнение к своим знаниям натуральной медицины культура калавайя обладает также знаниями в космологии, собственной системой верований, обрядов, мифов, собственным искусством, которое отражает их оригинальное видение мира, связанное с их концепцией здоровья, которая объединяет природу, духовность, общество и личность. Калавайя сохранили подробную классификацию древних растений и животных, которая по времени может происходить из времён инков. Калавайя считают всю природу, будь то животные, растения, горы или озёра, живыми созданиями, которые имеют семьи и живут как люди, поэтому они нередко «дают еду» горам и деревьям, считая, что это помогает их духовному здоровью. Мир в представлении калавайя делится на три области: высокогорье (основой этой области являются ламы), плоскогорье (основа — альпийские растения) и низменность (основа — хлопок и цветы).
В качестве лекарственных растений ими используются хлопок, мате, петрушка, однако едва ли не главным является кока, которая используется для устранения болей в голове и желудке и просто плохого самочувствия. Кроме того, с помощью измельчённых листьев коки, взятых в рот и затем выдохнутых, они определяют диагноз больного, а с помощью тех же листьев, бросаемых на землю, — предсказывают судьбу.
Помимо путешествий с целью исцеления калавайя также являются фермерами. Они носят традиционные костюмы, и мужчин-калавайя можно узнать по красным пончо с вкраплениями других цветов и по шляпе-сомбреро.
В 2003 году их культура была отнесена ЮНЕСКО к всемирному устному и нематериальному наследию.

## Язык
Сегодняшние калавайя говорят на кечуа, аймара и испанском, однако имеют и собственный язык — кальяуайя, используемый ими в их обрядах и медицинской практике, основанный на грамматике и морфологии языка кечуа, но с сохранением множества особых эзотерических терминов, отражающих их медицинские знания, которые, как представляется лингвистам, происходят от ныне вымершего языка пукина, на котором говорили в империи инков и названия из которого встречаются в топонимике боливийских Анд. Для обычных разговоров они сегодня чаще всего используют обычный язык кечуа, и в основных городах их проживания — Курве и Чарасани в провинции Баутиста-Сааведра — все они в основном кечуаговорящие.